# Siempre contigo
Siempre contigo è il dodicesimo album in studio della cantante e attrice messicana Lucero, pubblicato nel 1994.

## Tracce
Testi e musiche di Rafael Pérez Botija.
1. Volvamos a empezar – 3:43
2. Como perro al sol – 3:34
3. 24 horas – 3:58
4. ¿Quién soy yo? – 4:03
5. Alguien – 3:22
6. Te extraño tanto – 4:13
7. Palabras – 4:33
8. Déjame ir – 4:37
9. Regresar – 4:50
10. Fotografíame – 3:59
11. Siempre contigo – 4:11